# Forst Sankt Georgen
Koordinaten: 49° 58′ 6″ N, 11° 34′ 30″ O

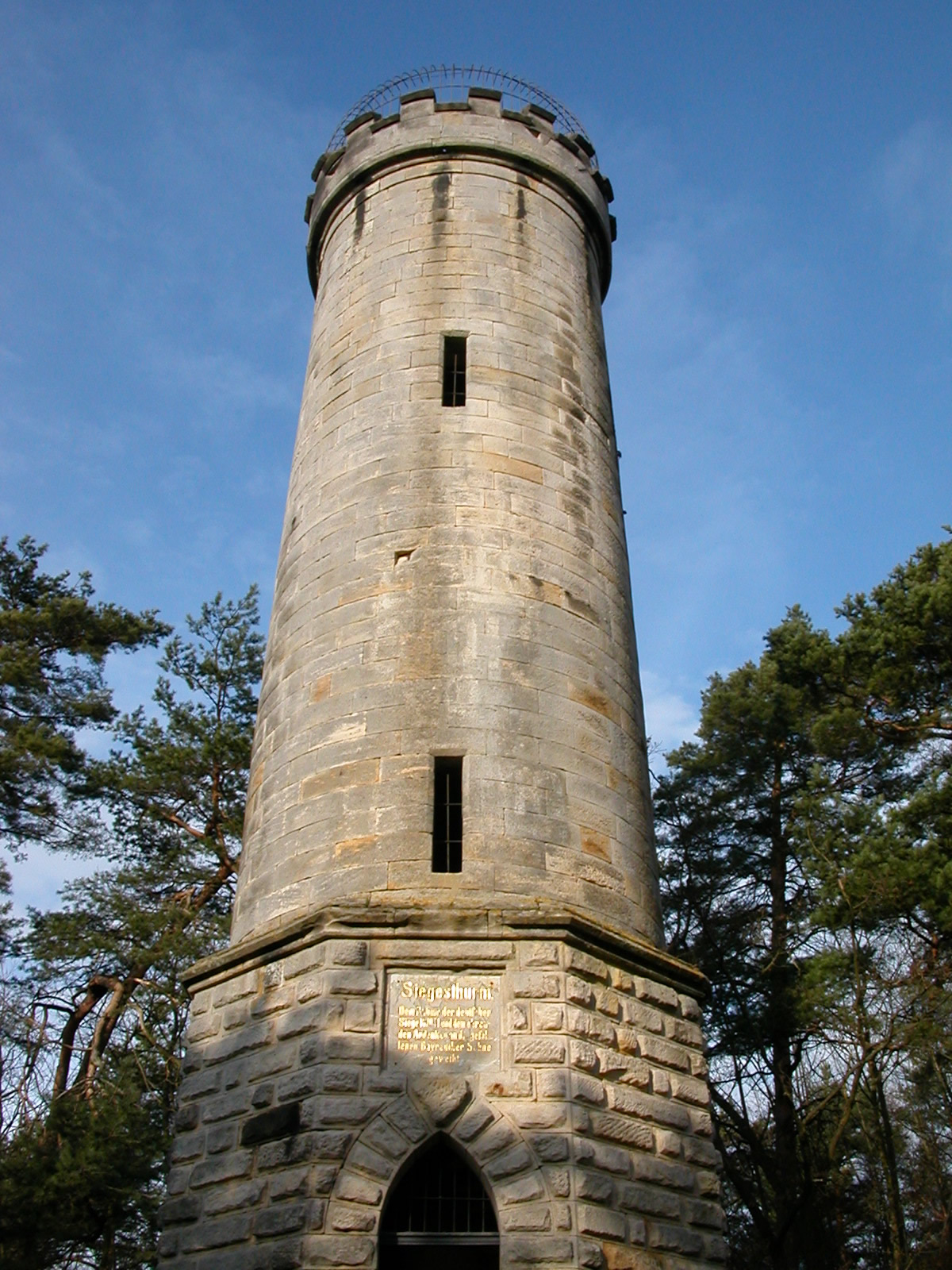
Der Siegesturm auf der 463 Meter hohen Hohe Wart (höchster Gipfel des Höhenzugs Hohe Warte im südlichen Forst Sankt Georgen auf Stadtgebiet von Bayreuth)

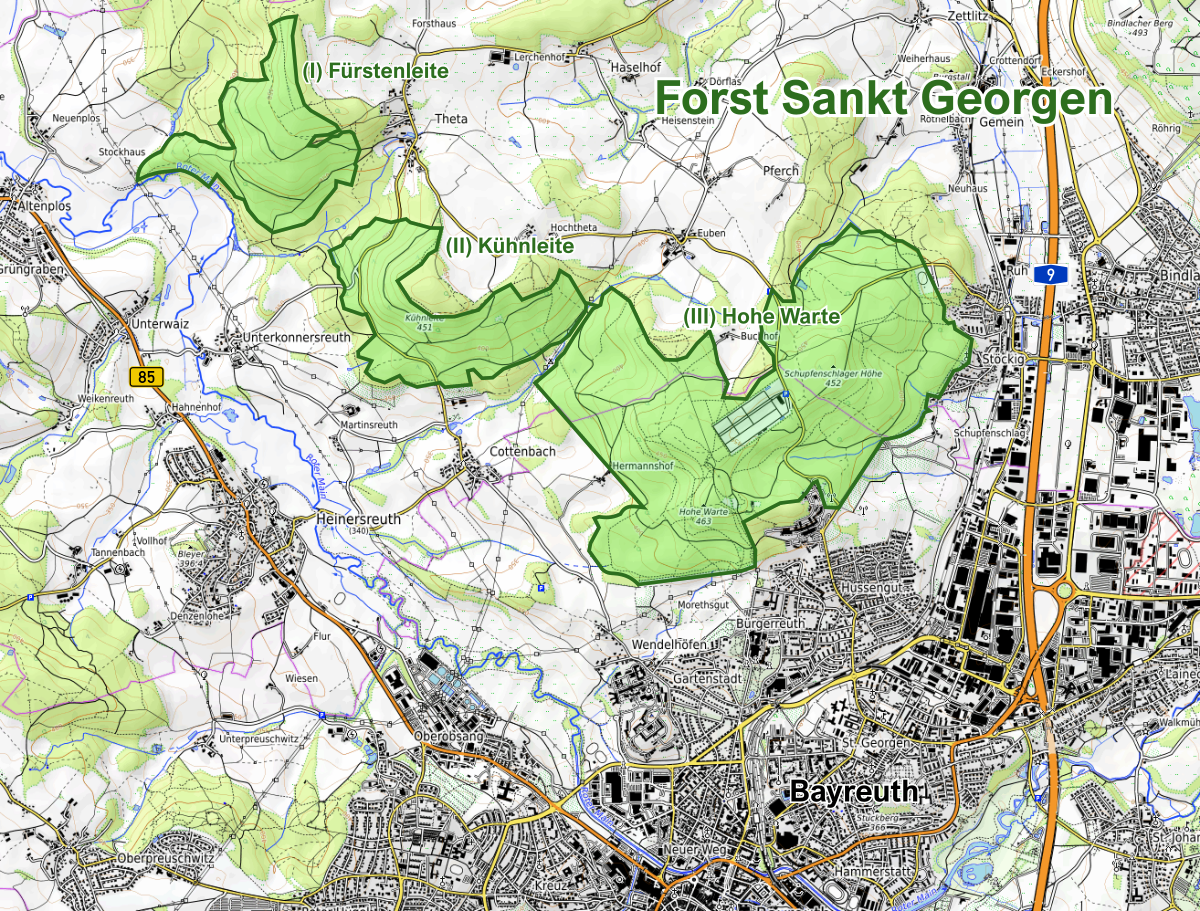
Karte

Der Forst Sankt Georgen ist ein Staatsforst und war ein gemeindefreies Gebiet im Landkreis Bayreuth, Oberfranken, das sich etwa auf das Gebiet des Höhenzugs Hohe Warte erstreckte. Das gemeindefreie Gebiet wurde zum Stichtag 1. Dezember 1973 aufgelöst und in die angrenzenden Gemeinden Bindlach im Osten, Euben im Norden, Cottenbach im Westen und Bayreuth im Süden eingegliedert.

## Teilbereiche
Das gemeindefreie Gebiet bestand aus drei unzusammenhängenden Teilbereichen oder Exklaven:
- I Fürstenleite im Nordwesten, 836770 m², vollständig eingegliedert nach Cottenbach
- II Kühnleite im Zentrum, 960410 m², überwiegend eingegliedert nach Euben (877410 m²), ein kleiner Teil südwestlich der BT 14 nach Cottenbach (83000 m²)
- III Hohe Wart im Südosten, 3595387 m², aufgegliedert zwischen Bayreuth (Südteil, 1762477 m²), Euben (Nordwestteil, 594028 m²) und Bindlach (Nordostteil, 1238882 m²)[1]

Die Täler des Seebachs und des Cottenbachs trennten die drei Teilbereiche voneinander.
Zum Zeitpunkt seiner Auflösung hatte das gemeindefreie Gebiet eine Fläche von insgesamt 539,26 Hektar oder genau 5.392.567 m².
Anders in den meisten anderen Fällen von Auflösungen gemeindefreier Gebiete in Bayern wurde auch die Gemarkung aufgelöst.

## Aufgliederung des gemeindefreien Gebiets
| Aufnehmende Gemeinde | Anzahl Flurstücke | Fläche m² | Fläche Prozent | Lage   |
| -------------------- | ----------------- | --------- | -------------- | ------ |
| Bayreuth             | 18                | 1.762.477 | 32,7           | Süden  |
| Bindlach             | 9                 | 1.238.882 | 23,0           | Osten  |
| Cottenbach           | 4                 | 919.770   | 17,1           | Westen |
| Euben                | 13                | 1.471.438 | 27,3           | Norden |
| 4 Gemeinden          | 44                | 5.392.567 | 100,0          |        |